# The European Group of Valuers Associations
Die Abkürzung TEGoVA steht für The European Group of Valuers Associations. Es handelt sich dabei um einen europaweiten Zusammenschluss der Verbände der Immobilienbewerter. Ziel dieses Zusammenschlusses ist die Etablierung von europaweiten Bewertungsstandards in der Immobilienbewertung, der Informationsaustausch zwischen den nationalen Verbänden, die Lobbyarbeit bei den Gremien der europäischen Union, die Etablierung einer einheitlichen hohen Qualifikation der Sachverständigen und deren kontinuierliche Weiterbildung. 
Von deutscher Seite sind der VÖB, der vdp, der BVS, der IVD, der BDVI und der DVW Mitglieder der TEGoVA.